# Diocèse de Guarda

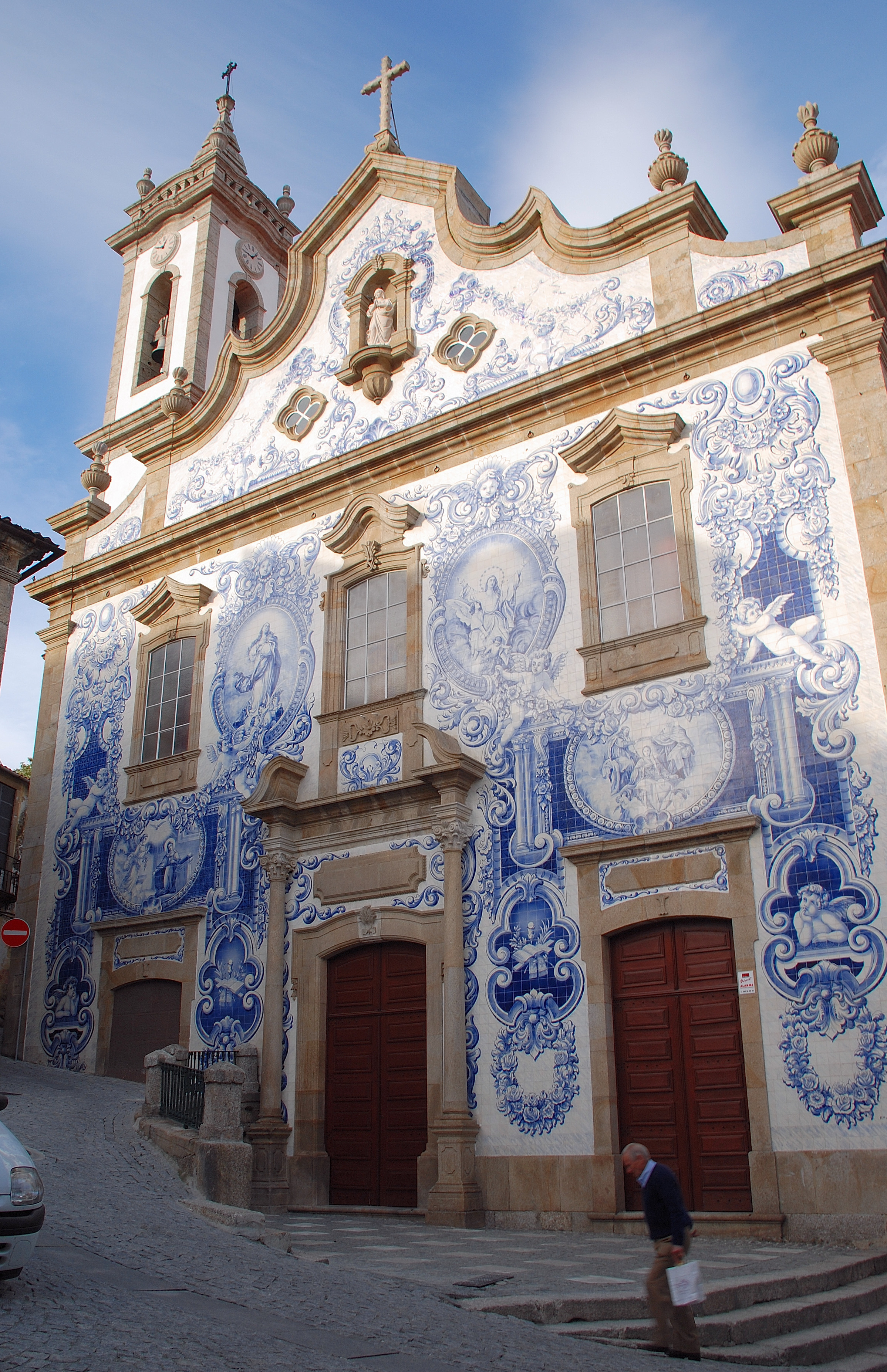
Une église à Covilhã.

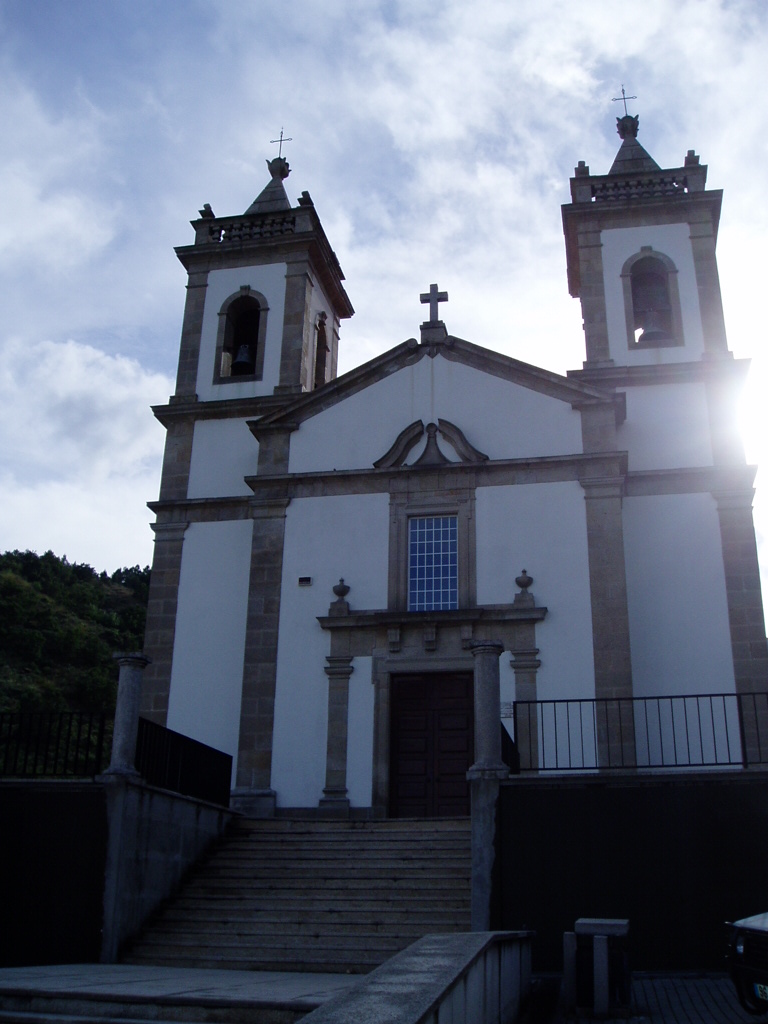
Église Notre-Dame de Fátima à Covilhã.

Le diocèse de Guarda (latin : Dioecesis Aegitaniensis) est un diocèse de l'Église catholique au Portugal, suffragant du patriarcat de Lisbonne. En 2019, elle comptait 249 000 baptisés sur 259 570 habitants. Il est gouverné par l'évêque José Miguel Barata Pereira.

## Territoire
Le diocèse comprend les municipalités portugaises suivantes :
- dans le district de Castelo Branco : Belmonte, Castelo Branco (hameaux d'Almaceda, Louriçal do Campo, Ninho de Açor et São Vicente da Beira), Covilhã, Fundão et Penamacor
- dans le district de Coimbra, le hameau de São Gião (dans la municipalité d'Oliveira do Hospital)
- dans le district de Guarda, les municipalités de : Almeida, Celorico da Beira, Figueira de Castelo Rodrigo, Fornos de Algodres (hameaux de Juncais, Vila Soeiro do Chão), Gouveia, Guarda, Manteigas, Pinhel, Sabugal, Seia, Trancoso et deux hameaux de Vila Nova de Foz Côa (Almendra et Castelo Melhor).

L'évêché est situé dans la ville de Guarda.
Le territoire couvre 6 759 km² et est divisé en 367 paroisses, regroupées en 17 archiprêtrés : Capelanias, Almeida, Alpedrinha, Belmonte, Celorico, Covilhã, Figueira de Castelo Rodrigo, Fundão, Gouveia, Guarda, Manteigas, Penamacor, Pinhel, Rochoso, Sabugal, Seia et Trancoso.

### Cathédrale
La cathédrale Notre-Dame-de-la-Consolation à Guarda est l'église mère du diocèse. Il s'agit d'un édifice massif de style gothique tardif, achevé au milieu du XVIe siècle, érigé avec de grands blocs carrés de granit avec des ornements manuélins. Il est fermé par des tours crénelées.

## Histoire
Egitania, correspondant au hameau d'Idanha-a-Velha dans la commune d'Idanha-a-Nova, fut le siège d'un diocèse, érigé avec l'affirmation du royaume souebien dans la seconde moitié du VIe siècle ; le premier évêque connu de ce diocèse est Adoricus, qui participa au concile de Braga en 572. Il était à l'origine suffragant de l'archidiocèse de Braga ; après 666, il fut rattaché à la province ecclésiastique de l'archidiocèse de Mérida.
Sept autres évêques d'Aegitaniensis sont connus jusqu'à la fin du VIIe siècle. En 715, la cité épiscopale est détruite par les Maures lors de l'invasion musulmane.
À la suite de la reconquête chrétienne, le diocèse est rétabli en 1199 en tant que suffragant de l'archidiocèse de Saint-Jacques-de-Compostelle et basé à Guarda, élevé au rang de ville par le roi Sancho Ier le 27 novembre 1199. Cependant, jusqu'au XVIe siècle, les évêques ont continué à utiliser principalement le titre d'« évêques d'Egitania», et ce n'est que plus tard que le titre actuel s'est établi.
Ne connaissant pas exactement les limites de l'ancien diocèse, les évêques entrèrent pendant quelques années en conflit avec les épiscopats voisins de Coimbra et de Viseu, jusqu'à la sentence du pape Alexandre IV qui fixa les frontières des trois diocèses le 27 avril 1256.
En 1394, il fut rattaché à la province ecclésiastique de l'archidiocèse de Lisbonne (aujourd'hui patriarcat).
Le 21 août 1549, il cède une partie de son territoire au profit de l'érection du diocèse de Portalegre (aujourd'hui diocèse de Portalegre-Castelo Branco). À la suite de ce transfert, le territoire diocésain était composé de 260 paroisses réparties dans les districts ecclésiastiques de Celorico, Castelo Branco, Monsanto, Covilhã et Penamacor et Abrantes.
Le 12 mai 1500, le premier synode diocésain eut, convoqué par Mgr Pedro Vaz Gavião. Le deuxième synode fut convoqué en 1614 pour l'application des décrets du Concile de Trente.
Le séminaire épiscopal a toujours eu une existence très précaire et n'a pas toujours été actif ; l'évêque Nuno de Noronha fit construire le premier séminaire et un nouveau palais épiscopal ; le séminaire fut réorganisé en 1763 et fonctionna à l'ancien emplacement jusqu'en 1911, date à laquelle le bâtiment fut confisqué par l'état. Il a ensuite été transformé en musée.
Le 7 juin 1771, il cède les districts de Castelo Branco, Monsanto et Abrantes au profit de l'érection du diocèse de Castelo Branco.
À la suite de la réorganisation territoriale prévue par la bulle Gravissimum Christi du pape Léon XIII du 30 septembre 1881, Guarda a incorporé le territoire du diocèse supprimé de Pinhel et des portions des diocèses de Coimbra et Castelo Branco.

## Statistiques
En 2019, sur une population de 259 570 personnes, le diocèse en comptait 249 000 baptisés, correspondant à 95,9 % du total.
| année | population | population | population | prêtres | prêtres   | prêtres   | prêtres             | diacres | religieux | religieux | paroisses |
| année | baptisés   | total      | %          | nombre  | séculiers | réguliers | baptisés par prêtre | diacres | moines    | moniales  | paroisses |
| ----- | ---------- | ---------- | ---------- | ------- | --------- | --------- | ------------------- | ------- | --------- | --------- | --------- |
| 1949  | 424.000    | 424.512    | 99,9       | 318     | 312       | 6         | 1.333               |         | 10        | 170       | 356       |
| 1970  | 374.946    | 375.254    | 99,9       | 318     | 302       | 16        | 1.179               |         | 21        | 285       | 358       |
| 1980  | 327.000    | 328.000    | 99,7       | 254     | 235       | 19        | 1.287               |         | 24        | 190       | 360       |
| 1990  | 290.000    | 295.000    | 98,3       | 217     | 197       | 20        | 1.336               |         | 29        | 119       | 362       |
| 1999  | 250.000    | 265.000    | 94,3       | 189     | 173       | 16        | 1.322               |         | 19        | 142       | 361       |
| 2000  | 250.000    | 265.000    | 94,3       | 183     | 168       | 15        | 1.366               |         | 17        | 137       | 361       |
| 2001  | 250.000    | 265.000    | 94,3       | 184     | 169       | 15        | 1.358               |         | 17        | 150       | 361       |
| 2002  | 250.000    | 265.000    | 94,3       | 188     | 171       | 17        | 1.329               |         | 20        | 136       | 361       |
| 2003  | 250.000    | 265.000    | 94,3       | 186     | 169       | 17        | 1.344               |         | 35        | 130       | 361       |
| 2004  | 250.000    | 260.000    | 96,2       | 177     | 160       | 17        | 1.412               |         | 29        | 121       | 361       |
| 2006  | 250.700    | 260.700    | 96,2       | 164     | 150       | 14        | 1.528               |         | 16        | 127       | 361       |
| 2013  | 254.300    | 265.000    | 96,0       | 142     | 127       | 15        | 1.790               | 18      | 26        | 104       | 361       |
| 2016  | 251.100    | 261.700    | 95,9       | 130     | 114       | 16        | 1.931               | 17      | 27        | 100       | 361       |
| 2019  | 249.000    | 259.570    | 95,9       | 115     | 102       | 13        | 2.165               | 17      | 13        | 107       | 367       |

## Galerie

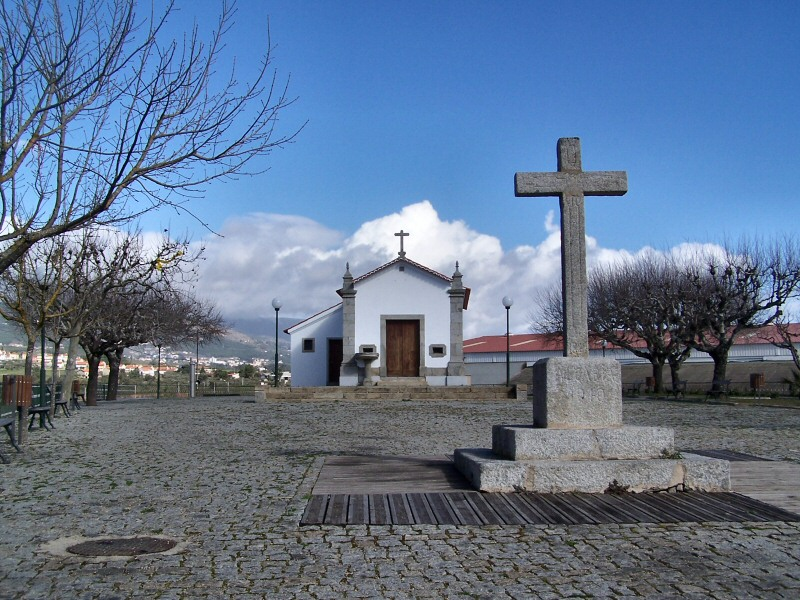
Chapelle de Nossa Senhora das Necessidades, Alcaria (Fundão).
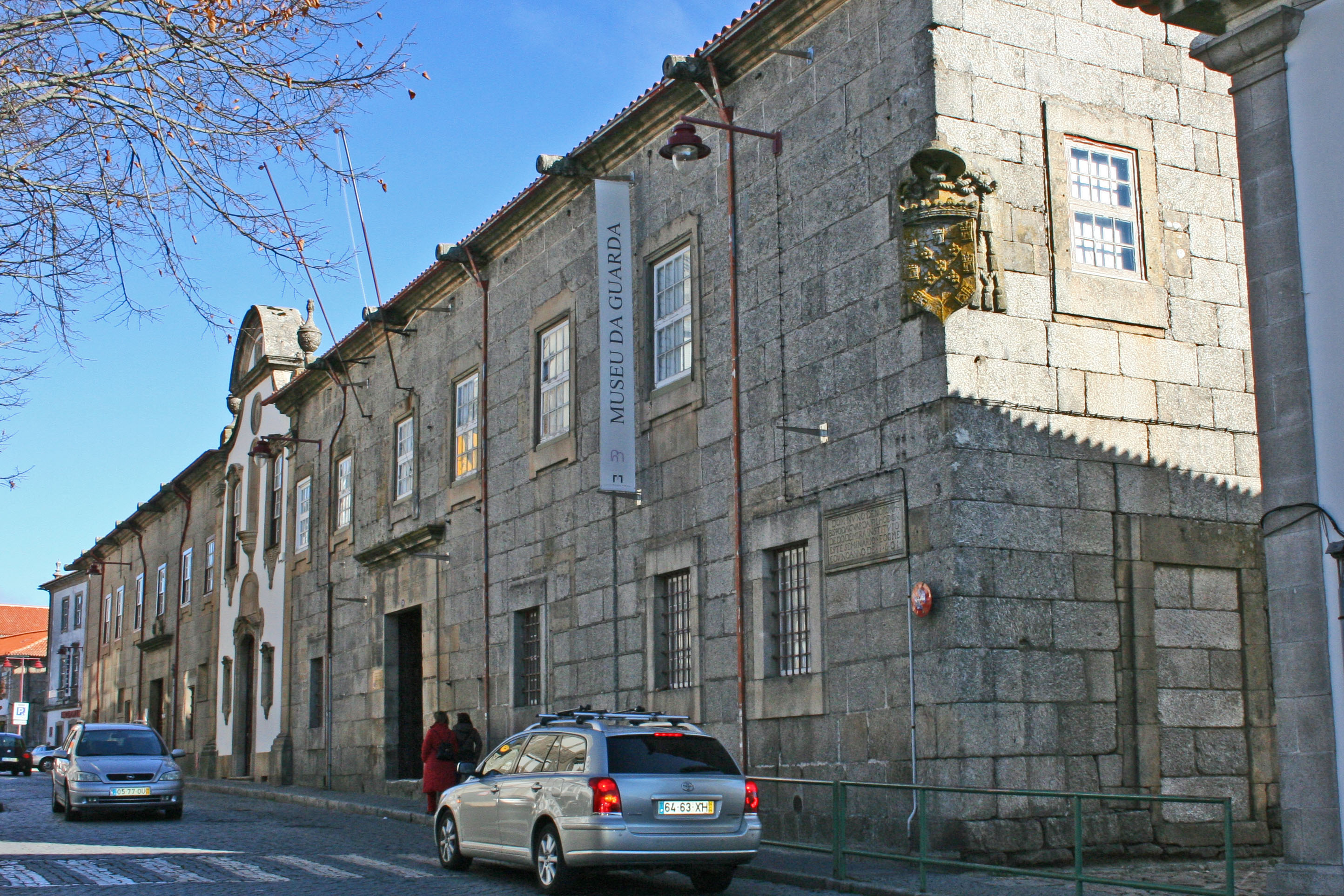
L'ancien palais épiscopal et le séminaire de Guarda, qui abrite aujourd'hui le musée municipal.
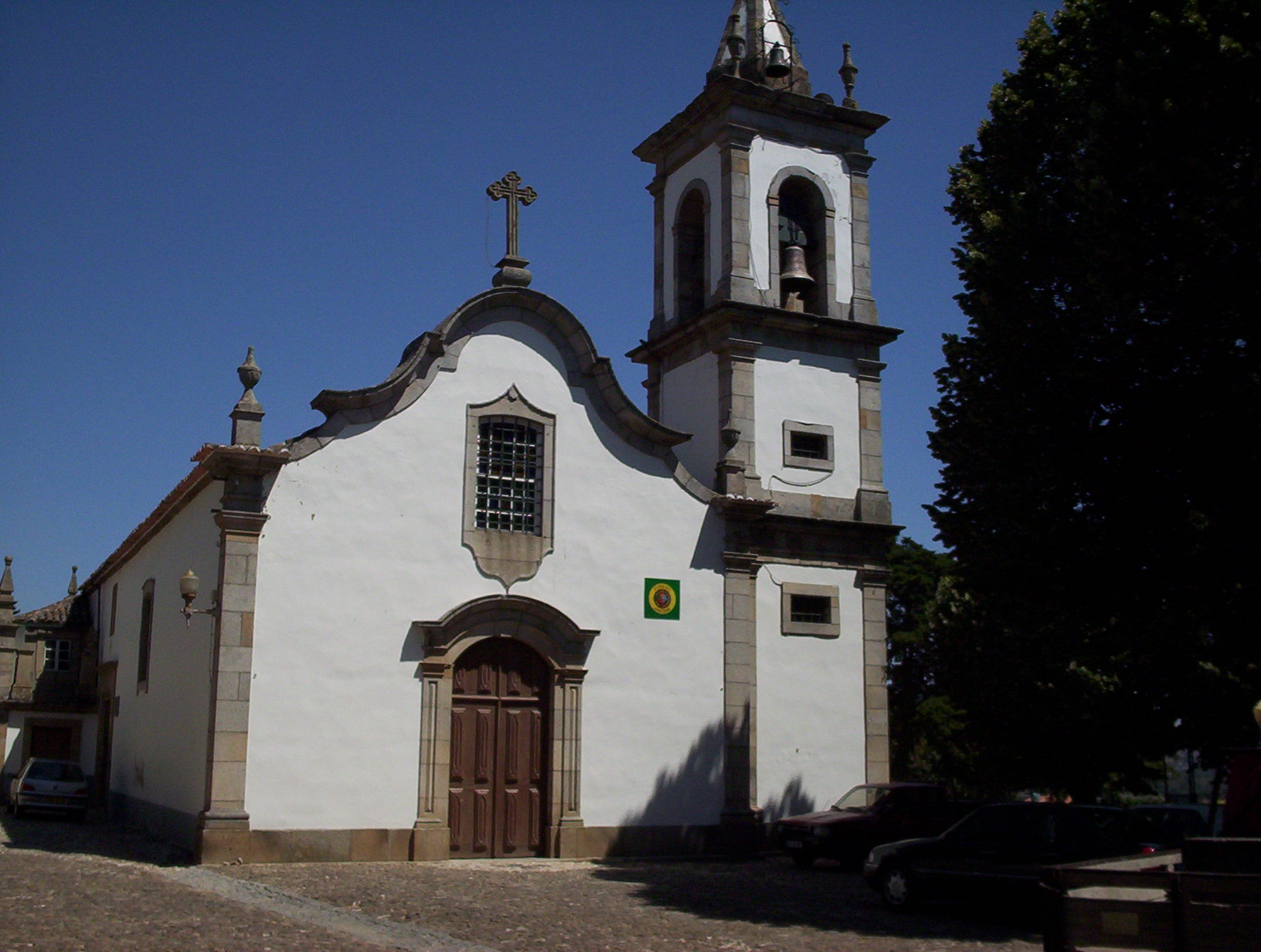
Église Saint-Louis de Pinhel, ancienne cathédrale du diocèse de Pinhel.